# Cupedia
Cupedia is een geslacht van vlinders uit de familie mineermotten (Gracillariidae).
Het geslacht omvat één soort:
- Cupedia cupediella (Herrich-Schäffer, 1855)